# Us (Valle del Oise)
 Us  (antes de 1885 Ws) es una población y comuna francesa, en la región de Isla de Francia, departamento de Valle del Oise, en el distrito de Pontoise y cantón de Vigny. Esta comuna se encuentra en un entorno rural a casi 40 kilómetros al noroeste de Paris dentro del parque natural regional de Vexin.

## Demografía
| 896 | 980 | 1011 | 1232 | 1260 | 1253 |
| Para los censos de 1962 a 1999 la población legal corresponde a la población sin duplicidades (Fuente: INSEE [Consultar]) |     |      |      |      |      |